# Deuxième circonscription de l'Allier
La deuxième circonscription de l'Allier est représentée dans la XVIe législature par Jorys Bovet, députée Rassemblement national.

## Description géographique et démographique

### De 1958 à 1986
La deuxième circonscription de l'Allier était composée de :
- Canton de Commentry
- Canton d'Huriel
- Canton de Marcillat-en-Combraille
- Canton de Montluçon-Est
- Canton de Montluçon-Ouest

### De 1988 à 2010
La deuxième circonscription de l'Allier est une circonscription des contreforts du Massif Central, située dans l'ouest du département. Elle inclut la ville de Montluçon. D'après les chiffres de l'Institut national de la statistique et des études économiques (INSEE), la population de cette circonscription est estimée à 89.744 habitants.

Elle regroupait jusqu'en 2012 les cantons de :
- Canton de Commentry
- Canton de Domérat-Montluçon-Nord-Ouest
- Canton d'Huriel
- Canton de Marcillat-en-Combraille
- Canton de Montluçon-Est
- Canton de Montluçon-Nord-Est
- Canton de Montluçon-Ouest
- Canton de Montluçon-Sud

### Depuis 2010
Depuis l'ordonnance no 2009-935 du 29 juillet 2009, ratifiée par le Parlement français le 21 janvier 2010, elle regroupe les divisions administratives suivantes : 
- Canton de Cérilly
- Canton de Commentry
- Canton de Domérat-Montluçon-Nord-Ouest
- Canton d'Ebreuil
- Canton de Hérisson
- Canton d'Huriel
- Marcillat-en-Combraille
- Canton de Montluçon-Est
- Canton de Montluçon-Nord-Est
- Canton de Montluçon-Ouest
- Canton de Montluçon-Sud
- Canton de Montmarault

Carte de la première circonscription de l'Allier de 1958 à 1986
Carte de la première circonscription de l'Allier de 1986 à 2012

## Historique des députés
| Législature | Début de mandat | Fin de mandat  | Député                        | Parti politique | Observations                                                                                                  |
| ----------- | --------------- | -------------- | ----------------------------- | --------------- | --- |
| Ire         | 9 décembre 1958 | 9 octobre 1962 | Pierre Bourgeois              | SFIO            | Mandat écourté à la suite d'une dissolution parlementaire décidée par Charles de Gaulle.                      |
| IIe         | 6 décembre 1962 | 2 avril 1967   | Jean Nègre                    | SFIO            | Maire de Montluçon                                                                                            |
| IIIe        | 3 avril 1967    | 30 mai 1968    | Jean Nègre                    | SFIO            | Maire de Montluçon Mandat écourté à la suite d'une dissolution parlementaire décidée par Charles de Gaulle.   |
| IVe         | 11 juillet 1968 | 1er avril 1973 | Henri Védrines                | PCF             | |
| Ve          | 2 avril 1973    | 2 avril 1978   | Maurice Brun                  | DVG             | Maire de Montluçon                                                                                            |
| VIe         | 3 avril 1978    | 22 mai 1981    | Pierre Goldberg               | PCF             | Maire de Montluçon Mandat écourté à la suite d'une dissolution parlementaire décidée par François Mitterrand. |
| VIIe        | 2 juillet 1981  | 1er avril 1986 | Albert Chaubard               | PS              | |
| IXe         | 23 juin 1988    | 1er avril 1993 | Pierre Goldberg               | PCF             | Maire de Montluçon                                                                                            |
| Xe          | 2 avril 1993    | 21 avril 1997  | Jean Gravier                  | UDF             | Mandat écourté à la suite d'une dissolution parlementaire décidée par Jacques Chirac.                         |
| XIe         | 12 juin 1997    | 18 juin 2002   | Pierre Goldberg               | PCF             | Maire de Montluçon                                                                                            |
| XIIe        | 19 juin 2002    | 19 juin 2007   | Pierre Goldberg               | PCF             | |
| XIIIe       | 20 juin 2007    | 19 juin 2012   | Bernard Lesterlin             | PS              | |
| XIVe        | 20 juin 2012    | 20 juin 2017   | Bernard Lesterlin             | PS              | |
| XVe         | 21 juin 2017    | 21 juin 2022   | Laurence Vanceunebrock-Mialon | LREM            | |
| XVIe        | 22 juin 2022    | 9 juin 2024    | Jorys Bovet                   | RN              | Mandat écourté à la suite d'une dissolution parlementaire décidée par Emmanuel Macron.                        |

## Historique des élections

### Élections de 1958
| Candidat       | Candidat             | Parti          | Premier tour | Premier tour | Second tour | Second tour |  |
| Candidat       | Candidat             | Parti          | Voix         | %            | Voix        | %           |  |
| -------------- | -------------------- | -------------- | ------------ | ------------ | ----------- | ----------- |  |
|                | Henri Védrines       | PCF            | 14 671       | 32,71        | 17 128      | 38,38       |  |
|                | Pierre Bourgeois élu | SFIO           | 11 965       | 26,68        | 21 927      | 49,13       |  |
|                | Pierre Bargy         | MRP            | 7 023        | 15,66        | Retrait     | Retrait     |  |
|                | Paul Jourdain        | Radsoc         | 6 536        | 14,57        | Retrait     | Retrait     |  |
|                | Henri Bouchardon     | CNIP           | 2 523        | 5,63         | 5 577       | 12,5        |  |
|                | Pierre Lauxerois     | UFD            | 2 127        | 4,74         |             |             |  |
|                |                      |                |              |              |             |             |  |
| Inscrits       | Inscrits             | Inscrits       | 61 978       | 100,00       | 61 969      | 100,00      |  |
| Abstentions    | Abstentions          | Abstentions    | 15 917       | 25,68        | 15 985      | 25,8        |  |
| Votants        | Votants              | Votants        | 46 061       | 74,32        | 45 984      | 74,2        |  |
| Blancs et nuls | Blancs et nuls       | Blancs et nuls | 1 216        | 2,64         | 1 352       | 2,94        |  |
| Exprimés       | Exprimés             | Exprimés       | 44 845       | 97,36        | 44 632      | 97,06       |  |

Marcel Duplaix, chef de bureau, adjoint au maire de Montluçon était le suppléant de Pierre Bourgeois.

### Élections de 1962
| Candidat       | Candidat                 | Parti          | Premier tour | Premier tour | Second tour | Second tour |  |
| Candidat       | Candidat                 | Parti          | Voix         | %            | Voix        | %           |  |
| -------------- | ------------------------ | -------------- | ------------ | ------------ | ----------- | ----------- |  |
|                | Jean Nègre élu           | SFIO           | 16 377       | 38,29        | 28 961      | 72,93       |  |
|                | Henri Védrines           | PCF            | 15 193       | 35,52        | Retrait     | Retrait     |  |
|                | Marcel Soroguère         | UNR-UDT        | 8 876        | 20,75        | 10 748      | 27,07       |  |
|                | Pierre Bourgeois sortant | diss. SFIO     | 2 323        | 5,43         | Retrait     | Retrait     |  |
|                |                          |                |              |              |             |             |  |
| Inscrits       | Inscrits                 | Inscrits       | 62 250       | 100,00       | 62 241      | 100,00      |  |
| Abstentions    | Abstentions              | Abstentions    | 18 506       | 29,73        | 20 248      | 32,53       |  |
| Votants        | Votants                  | Votants        | 43 744       | 70,27        | 41 993      | 67,47       |  |
| Blancs et nuls | Blancs et nuls           | Blancs et nuls | 975          | 2,23         | 2 284       | 5,44        |  |
| Exprimés       | Exprimés                 | Exprimés       | 42 769       | 97,77        | 39 709      | 94,56       |  |

Émile Chabridon, directeur d'école, maire d'Huriel, était le suppléant de Jean Nègre.

### Élections de 1967
| Candidat       | Candidat                 | Parti          | Premier tour | Premier tour | Second tour | Second tour |  |
| Candidat       | Candidat                 | Parti          | Voix         | %            | Voix        | %           |  |
| -------------- | ------------------------ | -------------- | ------------ | ------------ | ----------- | ----------- |  |
|                | Jean Nègre sortant réélu | FGDS (SFIO)    | 20 331       | 39,55        | 33 432      | 71,24       |  |
|                | Henri Védrines           | PCF            | 19 342       | 37,62        | Retrait     | Retrait     |  |
|                | Hector Rolland           | UD-Ve          | 11 736       | 22,83        | 13 497      | 28,76       |  |
|                |                          |                |              |              |             |             |  |
| Inscrits       | Inscrits                 | Inscrits       | 64 218       | 100,00       | 64 214      | 100,00      |  |
| Abstentions    | Abstentions              | Abstentions    | 11 514       | 17,93        | 15 101      | 23,52       |  |
| Votants        | Votants                  | Votants        | 52 704       | 82,07        | 49 113      | 76,48       |  |
| Blancs et nuls | Blancs et nuls           | Blancs et nuls | 1 295        | 2,46         | 2 184       | 4,45        |  |
| Exprimés       | Exprimés                 | Exprimés       | 51 409       | 97,54        | 46 929      | 95,55       |  |

Émile Chabridon était le suppléant de Jean Nègre.

### Élections de 1968
| Candidat       | Candidat           | Parti          | Premier tour | Premier tour | Second tour | Second tour |  |
| Candidat       | Candidat           | Parti          | Voix         | %            | Voix        | %           |  |
| -------------- | ------------------ | -------------- | ------------ | ------------ | ----------- | ----------- |  |
|                | Henri Védrines élu | PCF            | 18 874       | 36,25        | 24 400      | 50,71       |  |
|                | Jean Nègre sortant | FGDS (SFIO)    | 15 538       | 29,85        | Retrait     | Retrait     |  |
|                | Marc Berthon       | UDR (URP)      | 11 292       | 21,69        | 23 712      | 49,29       |  |
|                | Robert Ferrand     | RI             | 6 358        | 12,21        |             |             |  |
|                |                    |                |              |              |             |             |  |
| Inscrits       | Inscrits           | Inscrits       | 63 742       | 100,00       | 63 734      | 100,00      |  |
| Abstentions    | Abstentions        | Abstentions    | 10 843       | 17,01        | 13 165      | 20,66       |  |
| Votants        | Votants            | Votants        | 52 899       | 82,99        | 50 569      | 79,34       |  |
| Blancs et nuls | Blancs et nuls     | Blancs et nuls | 837          | 1,58         | 2 457       | 4,86        |  |
| Exprimés       | Exprimés           | Exprimés       | 52 062       | 98,42        | 48 112      | 95,14       |  |

Le suppléant d'Henri Védrines était Henri Guichon, ouvrier, conseiller général du canton de Montluçon-Ouest.

### Élections de 1973
| Candidat       | Candidat               | Parti          | Premier tour | Premier tour | Second tour | Second tour |  |
| Candidat       | Candidat               | Parti          | Voix         | %            | Voix        | %           |  |
| -------------- | ---------------------- | -------------- | ------------ | ------------ | ----------- | ----------- |  |
|                | Henri Védrines sortant | PCF            | 18 885       | 36,21        | 26 184      | 49,16       |  |
|                | Maurice Brun élu       | Divers centre  | 17 703       | 33,94        | 27 080      | 50,84       |  |
|                | Marie-Thérèse Eyquem   | PS (UGSD)      | 7 696        | 14,75        | Retrait     | Retrait     |  |
|                | André Bodeau           | RI (URP)       | 6 613        | 12,68        | Retrait     | Retrait     |  |
|                | Michelle Loux          | LO             | 1 263        | 2,42         |             |             |  |
|                |                        |                |              |              |             |             |  |
| Inscrits       | Inscrits               | Inscrits       | 64 639       | 100,00       | 64 636      | 100,00      |  |
| Abstentions    | Abstentions            | Abstentions    | 11 518       | 17,82        | 10 168      | 15,73       |  |
| Votants        | Votants                | Votants        | 53 121       | 82,18        | 54 468      | 84,27       |  |
| Blancs et nuls | Blancs et nuls         | Blancs et nuls | 961          | 1,81         | 1 204       | 2,21        |  |
| Exprimés       | Exprimés               | Exprimés       | 52 160       | 98,19        | 53 264      | 97,79       |  |

Le suppléant de Maurice Brun était André Godard, conseiller général du canton d'Huriel, maire de Treignat.
Maurice Brun siégea parmi les députés non-inscrits.

### Élections de 1978
| Candidat       | Candidat             | Parti          | Premier tour | Premier tour | Second tour | Second tour |  |
| Candidat       | Candidat             | Parti          | Voix         | %            | Voix        | %           |  |
| -------------- | -------------------- | -------------- | ------------ | ------------ | ----------- | ----------- |  |
|                | Pierre Goldberg élu  | PCF            | 23 365       | 39,25        | 32 912      | 55,12       |  |
|                | Maurice Brun sortant | Divers droite  | 15 844       | 26,62        | 26 801      | 44,88       |  |
|                | Albert Chaubard      | PS             | 10 702       | 17,98        | Retrait     | Retrait     |  |
|                | Jean-Pierre Goulemot | RPR            | 8 405        | 14,12        |             |             |  |
|                | Michelle Loux        | LO             | 1 208        | 2,03         |             |             |  |
|                |                      |                |              |              |             |             |  |
| Inscrits       | Inscrits             | Inscrits       | 70 286       | 100,00       | 70 224      | 100,00      |  |
| Abstentions    | Abstentions          | Abstentions    | 9 706        | 13,81        | 8 765       | 12,48       |  |
| Votants        | Votants              | Votants        | 60 580       | 86,19        | 61 459      | 87,52       |  |
| Blancs et nuls | Blancs et nuls       | Blancs et nuls | 1 056        | 1,74         | 1 746       | 2,84        |  |
| Exprimés       | Exprimés             | Exprimés       | 59 524       | 98,26        | 59 713      | 97,16       |  |

La suppléante de Pierre Goldberg était Jacqueline Grégoire, agent de bureau à Commentry.

### Élections de 1981
| Candidat       | Candidat                | Parti             | Premier tour | Premier tour | Second tour | Second tour |  |
| Candidat       | Candidat                | Parti             | Voix         | %            | Voix        | %           |  |
| -------------- | ----------------------- | ----------------- | ------------ | ------------ | ----------- | ----------- |  |
|                | Albert Chaubard élu     | PS                | 23 326       | 44,41        | 34 590      | 69,99       |  |
|                | Pierre Goldberg sortant | PCF               | 18 510       | 35,24        | Retrait     | Retrait     |  |
|                | Guy Rossi               | UDF (PR)          | 9 362        | 17,83        | 14 830      | 30,01       |  |
|                | Roger Gozard            | Divers écologiste | 876          | 1,67         |             |             |  |
|                | Michelle Loux           | LO                | 445          | 0,85         |             |             |  |
|                |                         |                   |              |              |             |             |  |
| Inscrits       | Inscrits                | Inscrits          | 70 983       | 100,00       | 70 981      | 100,00      |  |
| Abstentions    | Abstentions             | Abstentions       | 17 762       | 25,02        | 18 400      | 25,92       |  |
| Votants        | Votants                 | Votants           | 53 221       | 74,98        | 52 581      | 74,08       |  |
| Blancs et nuls | Blancs et nuls          | Blancs et nuls    | 702          | 1,32         | 3 161       | 6,01        |  |
| Exprimés       | Exprimés                | Exprimés          | 52 519       | 98,68        | 49 420      | 93,99       |  |

Le suppléant d'Albert Chaubard était François Laplanche, adjoint au maire de Montluçon.

### Élections de 1988
| Candidat       | Candidat             | Parti          | Premier tour | Premier tour | Second tour | Second tour |  |
| Candidat       | Candidat             | Parti          | Voix         | %            | Voix        | %           |  |
| -------------- | -------------------- | -------------- | ------------ | ------------ | ----------- | ----------- |  |
|                | Pierre Goldberg élu  | PCF            | 17 257       | 37,22        | 26 873      | 56,23       |  |
|                | Jean Gravier         | UDF (AD) (URC) | 13 853       | 29,88        | 20 920      | 43,77       |  |
|                | Albert Chaubard      | PS             | 13 005       | 28,05        | Retrait     | Retrait     |  |
|                | Charles Mac Clenihan | FN             | 2 254        | 4,86         |             |             |  |
|                |                      |                |              |              |             |             |  |
| Inscrits       | Inscrits             | Inscrits       | 69 531       | 100,00       | 69 656      | 100,00      |  |
| Abstentions    | Abstentions          | Abstentions    | 22 040       | 31,7         | 19 278      | 27,68       |  |
| Votants        | Votants              | Votants        | 47 491       | 68,3         | 50 378      | 72,32       |  |
| Blancs et nuls | Blancs et nuls       | Blancs et nuls | 1 122        | 2,36         | 2 585       | 5,13        |  |
| Exprimés       | Exprimés             | Exprimés       | 46 369       | 97,64        | 47 793      | 94,87       |  |

La suppléante de Pierre Goldberg était Nicole Picandet.

### Élections de 1993
| Candidat       | Candidat                | Parti          | Premier tour | Premier tour | Second tour | Second tour |  |
| Candidat       | Candidat                | Parti          | Voix         | %            | Voix        | %           |  |
| -------------- | ----------------------- | -------------- | ------------ | ------------ | ----------- | ----------- |  |
|                | Jean Gravier élu        | UDF (AD)       | 15 282       | 34,08        | 25 438      | 53,03       |  |
|                | Pierre Goldberg sortant | PCF            | 14 211       | 31,69        | 22 532      | 46,97       |  |
|                | Bernard Pozzoli         | PS (ADFP)      | 5 586        | 12,46        |             |             |  |
|                | Charles Mac Clenihan    | FN             | 3 341        | 7,45         |             |             |  |
|                | Jacky Flouzat           | GÉ (EÉ)        | 2 857        | 6,37         |             |             |  |
|                | Gérard Paquet           | CPNT           | 1 394        | 3,11         |             |             |  |
|                | Monique Guillaumin      | LT-LNÉ         | 1 300        | 2,9          |             |             |  |
|                | Jacques Lachaise        | PT             | 871          | 1,94         |             |             |  |
|                |                         |                |              |              |             |             |  |
| Inscrits       | Inscrits                | Inscrits       | 68 856       | 100,00       | 68 856      | 100,00      |  |
| Abstentions    | Abstentions             | Abstentions    | 21 011       | 30,51        | 17 566      | 25,51       |  |
| Votants        | Votants                 | Votants        | 47 845       | 69,49        | 51 290      | 74,49       |  |
| Blancs et nuls | Blancs et nuls          | Blancs et nuls | 3 003        | 6,28         | 3 320       | 6,47        |  |
| Exprimés       | Exprimés                | Exprimés       | 44 842       | 93,72        | 47 970      | 93,53       |  |

Le suppléant de Jean Gravier était Richard Prévost, chef d'entreprise, maire de Vaux.

### Élections de 1997
| Candidat       | Candidat             | Parti          | Premier tour | Premier tour | Second tour | Second tour |  |
| Candidat       | Candidat             | Parti          | Voix         | %            | Voix        | %           |  |
| -------------- | -------------------- | -------------- | ------------ | ------------ | ----------- | ----------- |  |
|                | Pierre Goldberg élu  | PCF            | 17 180       | 39,81        | 27 523      | 61,83       |  |
|                | Jean Gravier sortant | UDF (PPDF)     | 10 766       | 24,94        | 16 994      | 38,17       |  |
|                | Ginette Goux         | PS             | 7 096        | 16,44        |             |             |  |
|                | Lucette Vuarchex     | FN             | 3 879        | 8,99         |             |             |  |
|                | André Gérinier       | LDI (CNIP)     | 1 640        | 3,8          |             |             |  |
|                | Jacques Missonnier   | Les Verts      | 1 477        | 3,42         |             |             |  |
|                | Monique Guillaumin   | LT-LNÉ         | 1 121        | 2,6          |             |             |  |
|                |                      |                |              |              |             |             |  |
| Inscrits       | Inscrits             | Inscrits       | 66 822       | 100,00       | 66 816      | 100,00      |  |
| Abstentions    | Abstentions          | Abstentions    | 20 964       | 31,37        | 18 698      | 27,98       |  |
| Votants        | Votants              | Votants        | 45 858       | 68,63        | 48 118      | 72,02       |  |
| Blancs et nuls | Blancs et nuls       | Blancs et nuls | 2 699        | 5,89         | 3 601       | 7,48        |  |
| Exprimés       | Exprimés             | Exprimés       | 43 159       | 94,11        | 44 517      | 92,52       |  |

La suppléante de Pierre Goldberg était Nicole Picandet, conseillère générale du canton de Montluçon-Nord-Est, adjointe au maire de Montluçon.

### Élections de 2002
| Candidat       | Candidat                      | Parti            | Premier tour | Premier tour | Second tour | Second tour |  |
| Candidat       | Candidat                      | Parti            | Voix         | %            | Voix        | %           |  |
| -------------- | ----------------------------- | ---------------- | ------------ | ------------ | ----------- | ----------- |  |
|                | Daniel Dugléry                | UMP              | 16 383       | 38,32        | 21 167      | 49,92       |  |
|                | Pierre Goldberg sortant réélu | PCF              | 13 073       | 30,58        | 21 231      | 50,08       |  |
|                | Dominique Fleurat             | PS               | 6 035        | 14,12        |             |             |  |
|                | Lucette Vuarchex              | FN               | 2 070        | 4,84         |             |             |  |
|                | Jean Gravier                  | Divers droite    | 1 657        | 3,88         |             |             |  |
|                | Vincent Fabre                 | Les Verts        | 941          | 2,20         |             |             |  |
|                | Pierre Alamargot              | CPNT             | 680          | 1,59         |             |             |  |
|                | Domnique Dujon                | Sans étiquette   | 451          | 1,05         |             |             |  |
|                | Jean-Pierre Fournier          | LCR              | 447          | 1,05         |             |             |  |
|                | François Boethas              | LO               | 411          | 0,96         |             |             |  |
|                | Marcel Pisani                 | Pôle républicain | 372          | 0,87         |             |             |  |
|                | André Bournet                 | MNR              | 232          | 0,54         |             |             |  |
|                |                               |                  |              |              |             |             |  |
| Inscrits       | Inscrits                      | Inscrits         | 65 653       | 100,00       | 65 642      | 100,00      |  |
| Abstentions    | Abstentions                   | Abstentions      | 21 883       | 33,33        | 21 585      | 32,88       |  |
| Votants        | Votants                       | Votants          | 43 770       | 66,67        | 44 057      | 67,12       |  |
| Blancs et nuls | Blancs et nuls                | Blancs et nuls   | 1 018        | 2,33         | 1 659       | 3,77        |  |
| Exprimés       | Exprimés                      | Exprimés         | 42 752       | 97,67        | 42 398      | 96,23       |  |

La suppléante de Pierre Goldberg était Mireille Schurch, professeur de sciences physiques, maire de Lignerolles.

### Élections de 2007
| Candidat       | Candidat                  | Parti          | Premier tour | Premier tour | Second tour | Second tour |  |
| Candidat       | Candidat                  | Parti          | Voix         | %            | Voix        | %           |  |
| -------------- | ------------------------- | -------------- | ------------ | ------------ | ----------- | ----------- |  |
|                | Daniel Dugléry            | UMP            | 16 837       | 40,91        | 20 160      | 46,41       |  |
|                | Bernard Lesterlin élu     | PS             | 10 481       | 25,46        | 23 278      | 53,59       |  |
|                | Mireille Schurch          | PCF            | 8 091        | 19,66        |             |             |  |
|                | Lucette Vuarchex          | FN             | 2 070        | 4,84         |             |             |  |
|                | Pierre-Antoine Legoutière | UDF–MoDem      | 1 752        | 4,26         |             |             |  |
|                | Agnès Falcon              | FN             | 965          | 2,34         |             |             |  |
|                | Claudy Aubert-Dasse       | Les Verts      | 587          | 1,43         |             |             |  |
|                | Christian Nguyen          | LCR            | 516          | 1,25         |             |             |  |
|                | Michel Albert             | CPNT           | 368          | 0,89         |             |             |  |
|                | Véronique Dreyfus         | LO             | 346          | 0,84         |             |             |  |
|                | Michel Raynaud            | diss. PCF      | 325          | 0,79         |             |             |  |
|                | Marie-Thérèse Nicod       | MPF            | 310          | 0,75         |             |             |  |
|                | Monique Cornet            | MÉI            | 308          | 0,75         |             |             |  |
|                | Jean-Paul Moret           | PT             | 138          | 0,34         |             |             |  |
|                | Vesna Lazarevic           | Divers         | 135          | 0,33         |             |             |  |
|                | Georges Vitti             | Divers         | 0            | 0            |             |             |  |
|                |                           |                |              |              |             |             |  |
| Inscrits       | Inscrits                  | Inscrits       | 66 362       | 100,00       | 66 360      | 100,00      |  |
| Abstentions    | Abstentions               | Abstentions    | 24 252       | 36,55        | 21 716      | 32,72       |  |
| Votants        | Votants                   | Votants        | 42 110       | 63,45        | 44 644      | 67,28       |  |
| Blancs et nuls | Blancs et nuls            | Blancs et nuls | 951          | 2,26         | 1 206       | 2,7         |  |
| Exprimés       | Exprimés                  | Exprimés       | 41 159       | 97,74        | 43 438      | 97,3        |  |

Le suppléant de Bernard Lesterlin était Marc Malbet, professeur de collège, maire de Domérat, conseiller général du canton de Domérat-Montluçon-Nord-Ouest.

### Élections de 2012
| Candidat       | Candidat                        | Parti          | Premier tour | Premier tour | Second tour | Second tour |  |
| Candidat       | Candidat                        | Parti          | Voix         | %            | Voix        | %           |  |
| -------------- | ------------------------------- | -------------- | ------------ | ------------ | ----------- | ----------- |  |
|                | Bernard Lesterlin sortant réélu | PS             | 18 828       | 36,51        | 30 459      | 59,24       |  |
|                | Daniel Dugléry                  | UMP            | 15 980       | 30,99        | 20 956      | 40,76       |  |
|                | Luc Bourduge                    | FG (PCF)       | 8 342        | 16,18        |             |             |  |
|                | Pascal Courty                   | RBM (FN)       | 5 181        | 10,05        |             |             |  |
|                | Marie Couval                    | EÉLV (MÉI)     | 1 069        | 2,07         |             |             |  |
|                | Bernard Taillandier             | DLR            | 811          | 1,57         |             |             |  |
|                | Jean-Marie Guillaumin           | LT-LNÉ         | 507          | 0,98         |             |             |  |
|                | René Casilla                    | NPA            | 390          | 0,76         |             |             |  |
|                | Véronique Dreyfus               | LO             | 336          | 0,65         |             |             |  |
|                | Jean-Paul Moret                 | POI            | 121          | 0,23         |             |             |  |
|                |                                 |                |              |              |             |             |  |
| Inscrits       | Inscrits                        | Inscrits       | 86 739       | 100,00       | 86 702      | 100,00      |  |
| Abstentions    | Abstentions                     | Abstentions    | 34 099       | 39,31        | 33 224      | 38,32       |  |
| Votants        | Votants                         | Votants        | 52 640       | 60,69        | 53 478      | 61,68       |  |
| Blancs et nuls | Blancs et nuls                  | Blancs et nuls | 1 075        | 2,04         | 2 063       | 3,86        |  |
| Exprimés       | Exprimés                        | Exprimés       | 51 565       | 97,96        | 51 415      | 96,14       |  |

Le suppléant de Bernard Lesterlin était Nicolas Brien, secrétaire départemental du PS, de Montluçon.

### Élections de 2017
|                                                                          | |                           |                           |                          |                          |
|                                                                          | | Premier tour 11 juin 2017 | Premier tour 11 juin 2017 | Second tour 18 juin 2017 | Second tour 18 juin 2017 |
|                                                                          | |                           |                           |                          |                          |
|                                                                          | | Nombre                    | % des inscrits            | Nombre                   | % des inscrits           |
| Inscrits                                                                 | Inscrits | 84 584                    | 100,00                    | 84 575                   | 100,00                   |
| Abstentions                                                              | Abstentions | 41 742                    | 49,35                     | 45 324                   | 53,59                    |
| Votants                                                                  | Votants | 42 842                    | 50,65                     | 39 251                   | 46,41                    |
|                                                                          | |                           | % des votants             |                          | % des votants            |
| Bulletins blancs                                                         | Bulletins blancs | 911                       | 2,13                      | 3 639                    | 9,27                     |
| Bulletins nuls                                                           | Bulletins nuls | 458                       | 1,07                      | 2 189                    | 5,58                     |
| Suffrages exprimés                                                       | Suffrages exprimés | 41 473                    | 96,80                     | 33 423                   | 85,15                    |
|                                                                          | |                           |                           |                          |                          |
| Candidat Étiquette politique (partis et alliances)                       | Candidat Étiquette politique (partis et alliances)                                                                    | Voix                      | % des exprimés            | Voix                     | % des exprimés           |
|                                                                          | |                           |                           |                          |                          |
|                                                                          | Laurence Vanceunebrock La République en marche                                                                        | 10 827                    | 26,11                     | 17 396                   | 52,05                    |
|                                                                          | Daniel Dugléry Les Républicains                                                                                       | 9 511                     | 22,93                     | 16 027                   | 47,95                    |
|                                                                          | Sylvain Bourdier La France insoumise (Parti communiste français)                                                      | 7 510                     | 18,11                     |                          |                          |
|                                                                          | Nicolas Brien Parti socialiste                                                                                        | 4 725                     | 11,39                     |                          |                          |
|                                                                          | Élisabeth Camus Front national                                                                                        | 4 145                     | 9,99                      |                          |                          |
|                                                                          | Philippe Buvat Europe Écologie Les Verts                                                                              | 1 325                     | 3,19                      |                          |                          |
|                                                                          | Jean-Marie Guillaumin Écologiste (La France qui ose - Le Trèfle - Confédération pour l'homme, l'animal et la planète) | 786                       | 1,90                      |                          |                          |
|                                                                          | Jean Demasse Debout la France                                                                                         | 707                       | 1,70                      |                          |                          |
|                                                                          | Philippe Chatel Divers (Mouvement alliés pour l'Allier)                                                               | 495                       | 1,19                      |                          |                          |
|                                                                          | Gilles Roche Lutte ouvrière                                                                                           | 396                       | 0,95                      |                          |                          |
|                                                                          | Dominique Séguier Divers droite (Parti chrétien-démocrate)                                                            | 289                       | 0,70                      |                          |                          |
|                                                                          | Jean-Pierre Fournier Résistons                                                                                        | 281                       | 0,68                      |                          |                          |
|                                                                          | Franck Picard Extrême droite (Union des patriotes - Comités Jeanne)                                                   | 207                       | 0,50                      |                          |                          |
|                                                                          | Céline Dommanget Divers (Union populaire républicaine)                                                                | 199                       | 0,48                      |                          |                          |
|                                                                          | Thierry Richard Divers (Parti des évidences concrètes)                                                                | 70                        | 0,17                      |                          |                          |
| Source : Ministère de l'Intérieur - Deuxième circonscription de l'Allier | |                           |                           |                          |                          |

La suppléante de Laurence Vanceneubrock-Mialon était Annick Boulet, de Néris-les-Bains.

### Élections de 2022
Les élections législatives françaises de 2022 ont eu lieu les dimanches 12 et 19 juin 2022.
| Candidat                 | Candidat                 | Parti et coalition       | Nuance                   | Premier tour | Premier tour | Second tour | Second tour |
| Candidat                 | Candidat                 | Parti et coalition       | Nuance                   | Voix         | %            | Voix        | %           |
| ------------------------ | ------------------------ | ------------------------ | ------------------------ | ------------ | ------------ | ----------- | ----------- |
|                          | Louise Héritier          | LFI (NUPES)              | NUP                      | 8 719        | 21,84        | 15 976      | 49,78       |
|                          | Jorys Bovet              | RN                       | RN                       | 7 642        | 19,14        | 16 116      | 50,22       |
|                          | Laurence Vanceunebrock   | LREM (ENS)               | ENS                      | 6 796        | 17,02        |             |             |
|                          | Jean-Jacques Kégelart    | LR (UDC)                 | LR                       | 4 468        | 11,19        |             |             |
|                          | Bernard Pozzoli          | DVG                      | DVG                      | 4 186        | 10,49        |             |             |
|                          | Sam Triki                | H diss.                  | DVC                      | 3 037        | 7,61         |             |             |
|                          | Axelle de Nicolay        | REC                      | REC                      | 1 557        | 3,90         |             |             |
|                          | Jean-Marie Guillaumin    | LT-LNÉ (TUPV)            | ECO                      | 1 059        | 2,65         |             |             |
|                          | Marie-Claude Léguillon   | PRG                      | RDG                      | 929          | 2,33         |             |             |
|                          | Philippe Chatel          | SE                       | REG                      | 585          | 1,47         |             |             |
|                          | Christophe Affraix       | SE                       | DSV                      | 440          | 1,10         |             |             |
|                          | Bernard Lebel            | LO                       | DXG                      | 365          | 0,91         |             |             |
|                          | Luc Thomas               | PP                       | REG                      | 137          | 0,34         |             |             |
|                          |                          |                          |                          |              |              |             |             |
| Votes valides            | Votes valides            | Votes valides            | Votes valides            | 39 920       | 96,94        | 32 092      | 82,51       |
| Votes blancs             | Votes blancs             | Votes blancs             | Votes blancs             | 847          | 2,06         | 4 699       | 12,08       |
| Votes nuls               | Votes nuls               | Votes nuls               | Votes nuls               | 413          | 1,00         | 2 105       | 5,41        |
| Total                    | Total                    | Total                    | Total                    | 41 180       | 100          | 38 896      | 100         |
| Abstention               | Abstention               | Abstention               | Abstention               | 39 790       | 49,14        | 42 075      | 51,96       |
| Inscrits / participation | Inscrits / participation | Inscrits / participation | Inscrits / participation | 80 970       | 50,86        | 80 971      | 48,04       |

La suppléante de Jorys Bovet était Amanthe Galango.

### Élections de 2024
| Candidat                 | Candidat                 | Parti et coalition       | Nuance                   | Premier tour | Premier tour | Second tour | Second tour |
| Candidat                 | Candidat                 | Parti et coalition       | Nuance                   | Voix         | %            | Voix        | %           |
| ------------------------ | ------------------------ | ------------------------ | ------------------------ | ------------ | ------------ | ----------- | ----------- |
|                          | Jorys Bovet sortant      | RN                       | RN                       | 17 810       | 34,33        | 22 990      | 43,27       |
|                          | Louise Héritier          | LFI (NFP)                | UG                       | 12 482       | 24,06        | 14 618      | 27,51       |
|                          | Romain Lefebvre          | LR                       | LR                       | 10 204       | 19,67        | 15 526      | 29,22       |
|                          | Laurence Vanceunebrock   | MoDem (ENS)              | ENS                      | 6 524        | 12,57        |             |             |
|                          | Nicolas Rousseaux        | SE                       | DVD                      | 3 548        | 6,84         |             |             |
|                          | Bernard Lebel            | LO                       | EXG                      | 802          | 1,55         |             |             |
|                          | Alice Gonçalves          | REC                      | REC                      | 511          | 0,98         |             |             |
|                          |                          |                          |                          |              |              |             |             |
| Votes valides            | Votes valides            | Votes valides            | Votes valides            | 51 881       | 95,46        | 53 134      | 96,53       |
| Votes blancs             | Votes blancs             | Votes blancs             | Votes blancs             | 1 408        | 2,59         | 1 277       | 2,32        |
| Votes nuls               | Votes nuls               | Votes nuls               | Votes nuls               | 1 057        | 1,94         | 631         | 1,15        |
| Total                    | Total                    | Total                    | Total                    | 54 346       | 100          | 55 042      | 100         |
| Abstention               | Abstention               | Abstention               | Abstention               | 25 531       | 31,96        | 24 832      | 31,09       |
| Inscrits / participation | Inscrits / participation | Inscrits / participation | Inscrits / participation | 79 877       | 68,04        | 79 874      | 68,91       |

Le suppléant de Jorys Bovet est Jérôme Duchalet, fonctionnaire de police, maire de Vaux.